# Liste des guerres du Danemark
 (janvier 2024).
Si vous disposez d'ouvrages ou d'articles de référence ou si vous connaissez des sites web de qualité traitant du thème abordé ici, merci de compléter l'article en donnant les références utiles à sa vérifiabilité et en les liant à la section « Notes et références ».
 (juillet 2020).
La mise en forme du texte ne suit pas les recommandations de Wikipédia : il faut le « wikifier ».
Les points d'amélioration suivants sont les cas les plus fréquents. Le détail des points à revoir est peut-être précisé sur la page de discussion.
- Les titres sont pré-formatés par le logiciel. Ils ne sont ni en capitales, ni en gras.
- Le texte ne doit pas être écrit en capitales (les noms de famille non plus), ni en gras, ni en italique, ni en « petit »…
- Le gras n'est utilisé que pour surligner le titre de l'article dans l'introduction, une seule fois.
- L'italique est rarement utilisé : mots en langue étrangère, titres d'œuvres, noms de bateaux, etc.
- Les citations ne sont pas en italique mais en corps de texte normal. Elles sont entourées par des guillemets français : « et ».
- Les listes à puces sont à éviter, des paragraphes rédigés étant largement préférés. Les tableaux sont à réserver à la présentation de données structurées (résultats, etc.).
- Les appels de note de bas de page (petits chiffres en exposant, introduits par l'outil «  Source ») sont à placer entre la fin de phrase et le point final[comme ça].
- Les liens internes (vers d'autres articles de Wikipédia) sont à choisir avec parcimonie. Créez des liens vers des articles approfondissant le sujet. Les termes génériques sans rapport avec le sujet sont à éviter, ainsi que les répétitions de liens vers un même terme.
- Les liens externes sont à placer uniquement dans une section « Liens externes », à la fin de l'article. Ces liens sont à choisir avec parcimonie suivant les règles définies. Si un lien sert de source à l'article, son insertion dans le texte est à faire par les notes de bas de page.
- La présentation des références doit suivre les conventions bibliographiques. Il est recommandé d'utiliser les modèles {{Ouvrage}}, {{Chapitre}}, {{Article}}, {{Lien web}} et/ou {{Bibliographie}}. Le mode d'édition visuel peut mettre en forme automatiquement les références.
- Insérer une infobox (cadre d'informations à droite) n'est pas obligatoire pour parachever la mise en page.

Pour une aide détaillée, merci de consulter Aide:Wikification.
Si vous pensez que ces points ont été résolus, vous pouvez retirer ce bandeau et améliorer la mise en forme d'un autre article.
Cette liste regroupe les guerres et conflits ayant vu la participation du royaume du Danemark de ses origines jusqu'à aujourd'hui.
Voici une légende facilitant la lecture de l'issue des guerres ci-dessous :
- Victoire danoise
- Défaite danoise
- Autre résultat (par exemple un traité ou une paix sans un résultat clair, un statu quo ante bellum, un résultat inconnu ou indécis)
- Conflit en cours

| Alliés - Union soviétique (1941-1945) - États-Unis (1941-1945) - Royaume-Uni - Chine (1937-1945) - France - Pologne - Canada - Australie - Yougoslavie (1941-1945) - Grèce (1940-1945) - Nouvelle-Zélande - Afrique du Sud - Pays-Bas (1940-1945) - Belgique (1940-1945) - Luxembourg (1940-1945) - Norvège (1940-1945) - Tchécoslovaquie(1942-1945) - Éthiopie (1942-1945) - Brésil (1942-1945) - Mexique (1942-1945) - Colombie (1943-1945) - Philippines (1941-1945) - Cuba (1941-1945) - ...et autres |

| Axe - Allemagne - Japon (1937-1945) - Italie (1940-1943) - Bulgarie (1941-1944) - Hongrie (1940-1945) - Roumanie (1941-1944) - Yougoslavie (1941) Cobelligérants - Finlande (1941-1944) - Irak (1941) - Union soviétique (1939-1941) - Thaïlande (1942-1945) Satellites - État indépendant de Croatie (1941-1945) - République sociale italienne (1943-1945) - Mandchoukouo (1937-1945) - République slovaque(1939-1945) - État français (1940-1944) - ...et autres |

| Europe, océan Pacifique, océan Atlantique, Asie du Sud-Est, Chine, mer Méditerranée, Moyen-Orient, Afrique, escarmouches en Amérique du Nord et du Sud |

| Indécise - Talibans chassés du pouvoir par les armées occidentales en 2001 - Mort d'Oussama ben Laden, chef d'Al-Qaïda. - Exil, puis mort du mollah Omar au Pakistan Mais : - Échec de l’instauration d'un gouvernement et d'un État afghan stable - Guérilla active des Talibans après 2004 dans tout le pays - Nombreux morts civils lors des offensives de l'OTAN visant à réduire la guérilla - Retrait des forces armées occidentales sans avoir réussi à stabiliser le pays - Tensions sécuritaires et communautaires dans la région (Insurrection islamiste au Pakistan) |